# Rio (fiume)
Il Rio (pr. Rìo) è un torrente dell'Umbria. Costituisce un affluente del Tevere in sinistra idrografica. 

## Origini del nome
Il toponimo Rìo deriva dalle dimensioni del torrente, appunto modeste, simili ad un ruscello (rio).

## Descrizione
Nasce nel comune di Massa Martana, alle pendici dei Monti Martani. Con un bacino imbifero di 27,5 km², scorre per 15,0 chilometri tra i comuni di Massa Martana e Todi, in provincia di Perugia. Nella frazione di Ponterio, che prende il nome dal torrente si getta nel Tevere. Ha una portata estremamente irregolare (in media circa 230 litri annui) e conta l'apporto di un solo affluente, il Rio Martano.